# Sarrazin (Paris)
Die Pariser Familie Sarrazin war im 13. Jahrhundert eine der reichsten Familien der Stadt mit Machtpositionen auf Seiten der Pariser Kaufleute. 
Jean Sarrazin war Chambellan du Roi und ist zum einen wegen seines Briefs bekannt, den er 1249 seinem Freund Nicolas Arrode vom Kreuzzug nach Ägypten auf Französisch statt des üblichen Latein schrieb, sowie durch die Wachstäfelchen zur Abrechnung des königlichen Haushalts 1256–1257, die erhalten geblieben sind.
Er band seine Familie durch mehrere Ehen an die Familie Barbette, konnte aber keine dauerhafte eigenständige Position für seine Nachkommen erreichen. Anfang des 14. Jahrhunderts traten die Pariser Sarrazin von der Bühne ab.

## Stammliste
1. Pierre Sarrazin, königlicher Schreiber
  1. Sohn
    1. Jean Sarrazin, † 1275, 1270 Chambellan du Roi, Voyer de Paris; ⚭ Agnès, Witwe von Étienne Barbette († 1269), Prévôt de Paris
      1. Pétronille Sarrazin; ⚭ Étienne Barbette, † 1321, ihren Stiefbruder
      2. Jacqueline Sarrazin; ⚭ Jean Barbette, Échevin 1263 und 1282, ihren Stiefbruder
      3.  ? Sohn; ⚭ Jeanne Pizdoue
        1. Jean Sarrazin, Valet du Roi, 1297 Prud’homme, 1298–1304 Échevin; ⚭ ? Alice Barbette, Tochter von Étienne Barbette und Pétronille Sarrazin